# Samuel Curtis Johnson Graduate School of Management
La Samuel Curtis Johnson Graduate School of Management est la Business School de l'université Cornell à Ithaca. Fondée en 1946, c'est une Graduate School. À ce titre, elle ne décerne uniquement que des diplômes de type Post-Graduate : Master of Business Administration, Executive MBA et PhD.
Son programme de Master of Business Administration (MBA) est l'un des plus renommés des États-Unis. En 2010, il est 13e au classement des MBA américains du magazine Business Week et 36e au classement mondial du Financial Times.

## le MBA

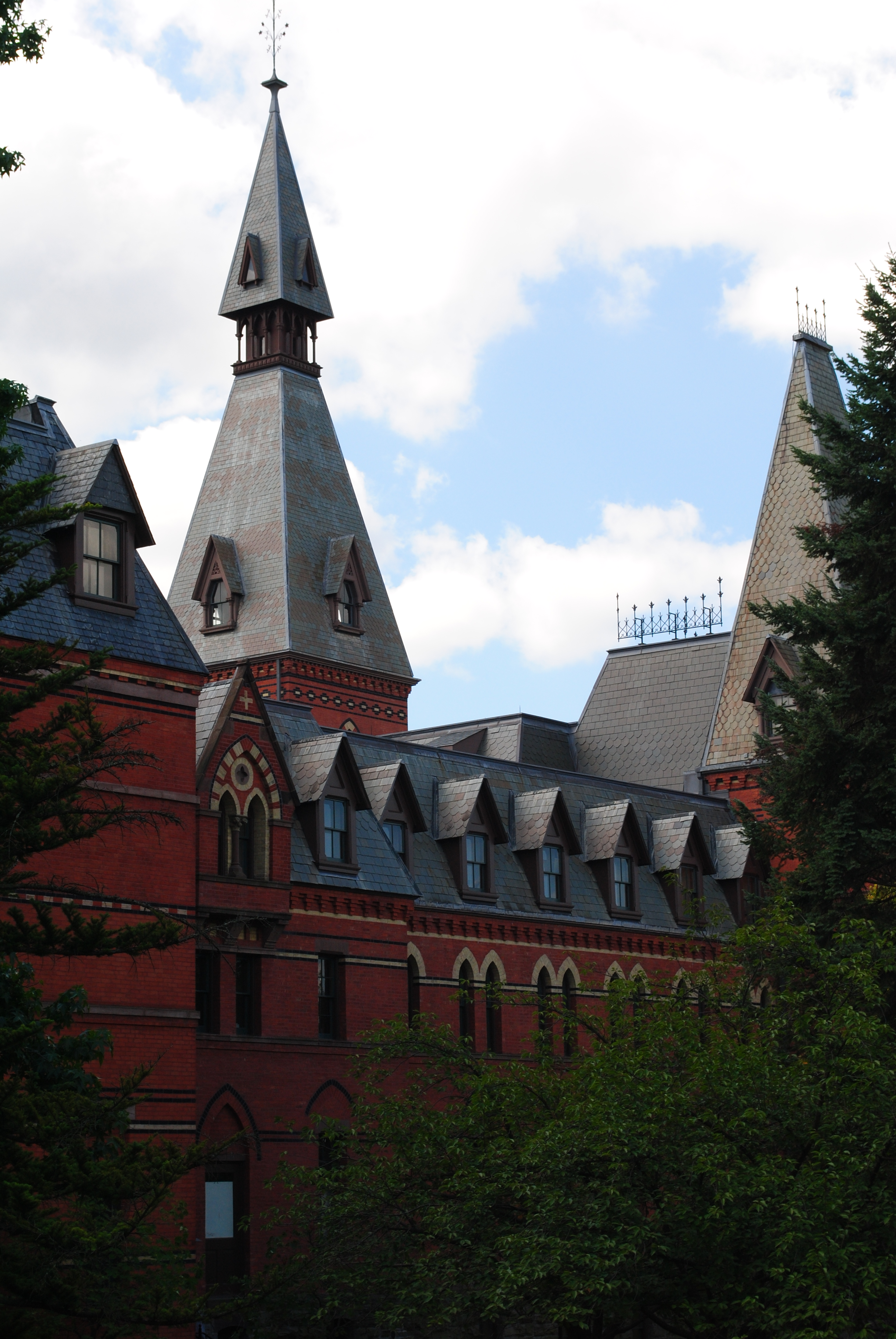
Vue du Sage Hall, Johnson Graduate School of Management

Le programme principal de la Johnson Graduate School of Management est le MBA Full-Time. Il accueille près de 300 étudiants par promotion. Il dure deux années. La première année est réservée aux cours fondamentaux (micro-économie, stratégie, marketing...). La seconde année permet aux étudiants d'approfondir leurs connaissances par le biais d'électifs.
La Johnson Graduate School of Management offre aussi un MBA accéléré en un an, chose rare parmi les MBA américains. Il a pour vocation à former des personnes qui ont déjà une expérience professionnelle longue et qui veulent rester dans le même secteur d'activité.
L'école dispose aussi d'un Executive MBA. Ce programme à temps partiel est destiné aux cadres d'entreprise qui veulent pouvoir se former tout en continuant de travailler. Contrairement au Full-Time MBA qui se déroule sur le campus d'Ithaca, il a lieu à New York. Il est aussi de suivre un Executive MBA en double diplôme avec la Queens School of Business au Canada.